# Webera rigescens
Webera rigescens là một loài rêu trong họ Bryaceae. Loài này được Mitt. mô tả khoa học đầu tiên năm 1859.